# مارسيل فيليب
مارسيل فيليب، حكم كرة قدم سويسري دولي سابق.
و قد حكم في كأس الخليج 1984، وقد أدار مباراة منتخب الإمارات لكرة القدم ومنتخب عمان لكرة القدم في 21 مارس 1984، وقد أدار مباراة منتخب قطر لكرة القدم ومنتخب العراق لكرة القدم في 25 مارس 1984.